# Mosquée Mamayi
La mosquée Mamayi (en azéri : Mamay məscidi), parfois appelée mosquée Mamay, est un édifice religieux musulman situé à Choucha, dans la partie azerbaïdjanaise du Haut-Karabagh.

## Situation
La mosquée est située rue G. Asgarov dans le quartier Mamayi au centre de Choucha. 

## Histoire
La mosquée Mamayi était l'une des dix-sept qui fonctionnaient à Choucha à la fin du XIXe siècle.
Pendant la période soviétique, lorsque certains des anciens bâtiments de la ville étaient utilisés pour des manifestations culturelles, la mosquée est transformée en Maison de la poésie. Cependant, dans les années 1980, elle fait l'objet d'une rénovation, ainsi que les mosquées Ashaghi Govhar Agha, Yukhari Govhar Agha et Saatli.
Au cours de la guerre du Haut-Karabagh, la mosquée est détruite en mai 1992.
Par arrêté du Cabinet des ministres de la République d'Azerbaïdjan du 2 août 2001, la mosquée Mamayi est placée sous la protection de l'État en tant que monument architectural d'histoire et de culture d'importance nationale (inv. n° 5166). 

## Description
Selon la composition architecturale de la façade principale, la mosquée Mamayi appartient au type des mosquées de quartier de Choucha avec une façade plate et une entrée asymétrique. Elle a deux étages. Rappelant les toits des immeubles résidentiels carrés ordinaires à Choucha, le toit de la mosquée Mamayi avait une place (guldeste) pour l'appel à la prière. À intérieur, la salle de prière était divisée en trois nefs avec des voûtes et des arcs brisés, soutenus par des colonnes octaédriques. Dans la mosquée, comme dans d'autres mosquées de la ville, une petite galerie ouverte, destinée aux femmes, était prévue au deuxième étage, encadrée par trois arcs brisés au fond de la salle de prière, face au mihrab.